# آمیانت
آمیانت  (به انگلیسی: Amiante) با فرمول شیمیایی  از مجموعه کانی هاست و از واژه یونانی Amiantos گرفته شده‌است. نامحلول در اسیدها متغیر برای اولین بار در اتریش کشف شد و از نظر شکل بلور: منشوری - طویل - سوزنی، رنگ: خاکستری روشن، شفافیت: شفاف - نیمه کدر، جلا: شیشه ای، رخ: کامل- مطابق با سطح، سیستم تبلور: مونوکلینیک و در رده‌بندی سیلیکات است همچنین خاصیت مغناطیسی ندارد و منشأ تشکیل آن دگرگونی است.
همایند کانی‌شناسی (پارانژ) آن - کلسیت- آلبیت- اپیدوت و غیره است
، از نظر ژیزمان بلوری - رشته‌ای - شعاعی - دانه‌ای کمیاب است و بیشتر در سوئیس، ایتالیا، چک اسلواکی، URSS یافت می‌شود.

## منبع
- پردیس کشاورزی ایران